# Conservación y restauración de metales

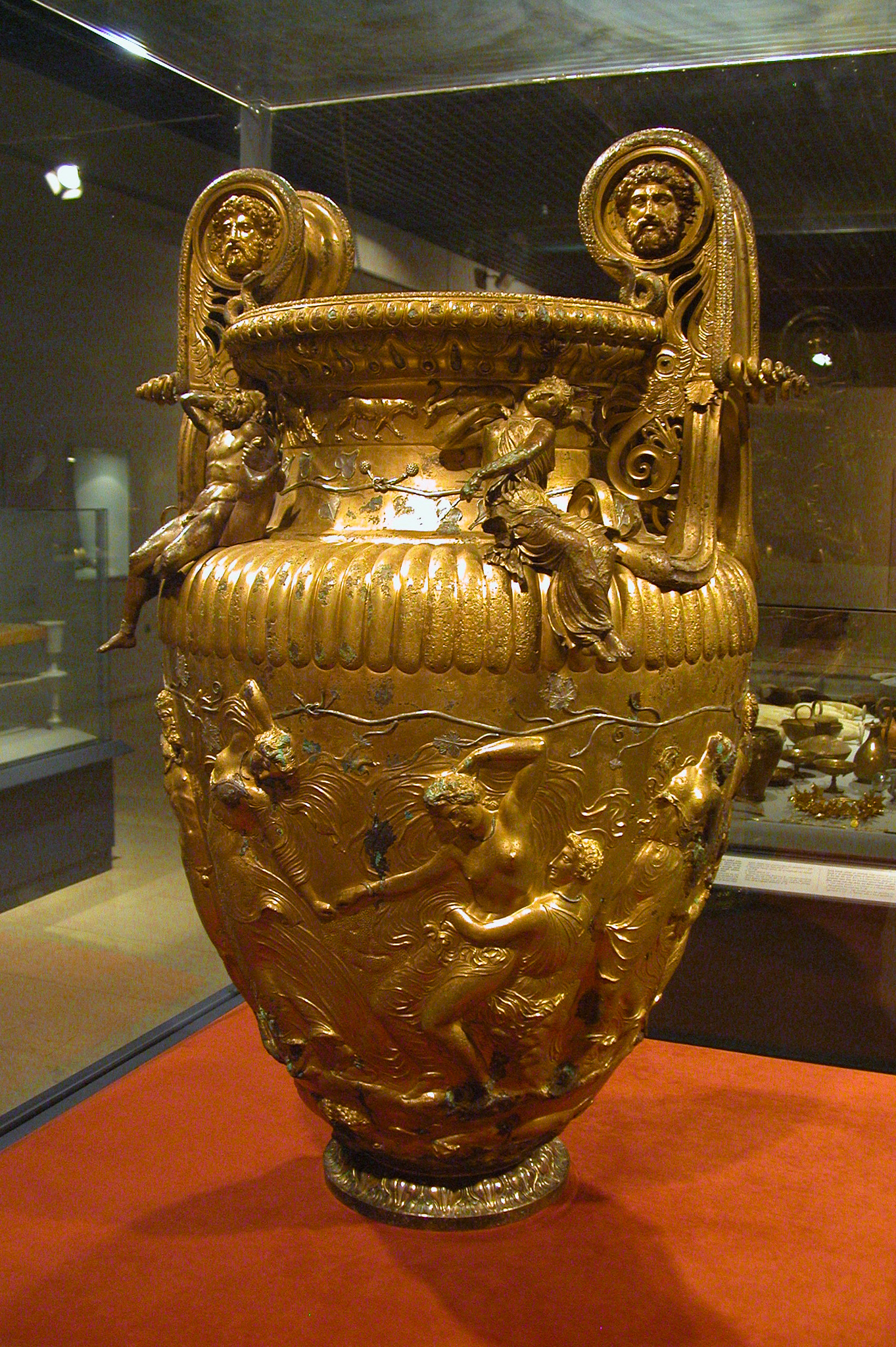
Crátera de Derveni, bronce, 350 a. C., altura: 90,5 cm (35 ½ pulg.), inv. B1, Museo Arqueológico de Tesalónica, después de limpieza y conservación.

La conservación y restauración de metales es la actividad para la protección y preservación de objetos históricos (religiosos, artísticos, técnicos y etnográficos) y objetos arqueológicos que se elaboraron en parte o enteramente en metal. En ella se incluyen todas las actividades encaminadas a prevenir o frenar su deterioro, así como a mejorar la accesibilidad y legibilidad de los objetos del patrimonio cultural. A pesar de que los metales generalmente se consideran materiales relativamente permanentes y estables, en contacto con el medio ambiente se deterioran gradualmente, algunos más rápido y otros mucho más lentos. Esto se aplica especialmente a los hallazgos arqueológicos.

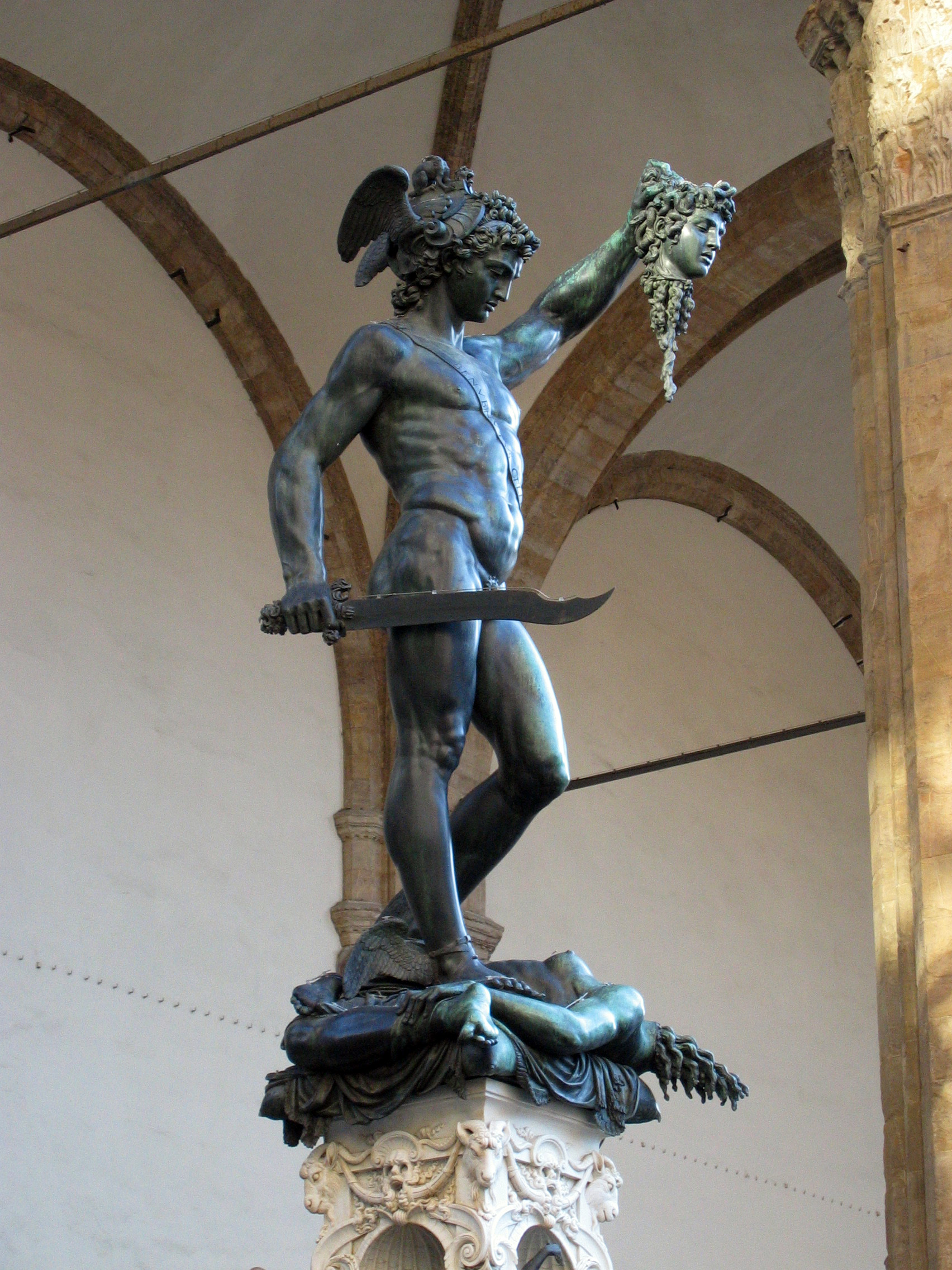
Perseus con la cabeza de Medusa en la Galeria Loggia dei Lanzi junto a la Piazza della Signoria en Florencia; fotografía tomada después de la limpieza y la restauración de la estatua.

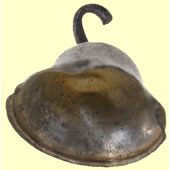
Campana postmedieval, altura: 14.33mm, diámetro: 14.80mm, peso: 0.8g. Ejemplo de daño físico a objetos de metal.

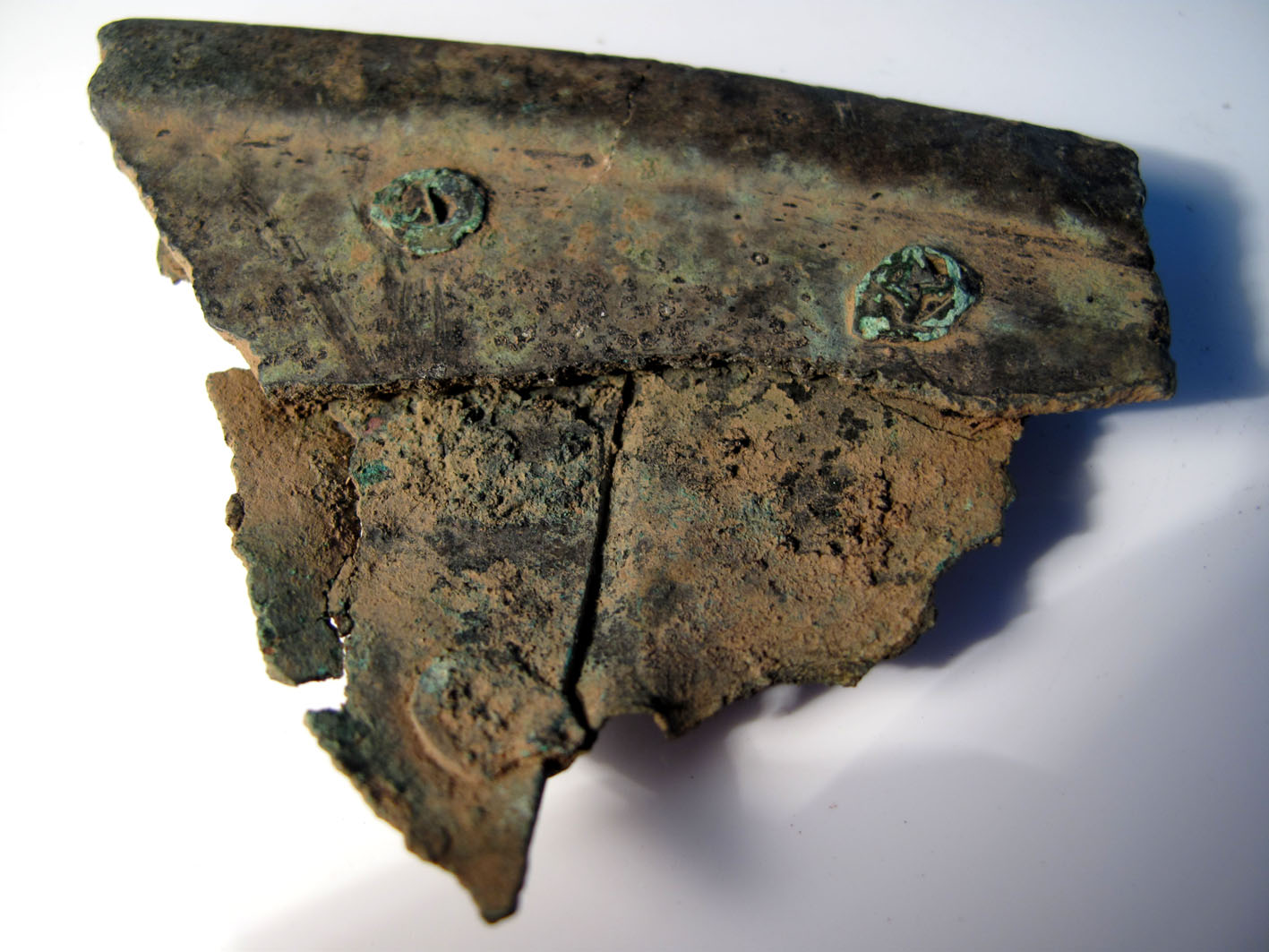
Medieval, Fragmentos de recipiente de metal que muestran posibles manchas de hollín (color negro) y pátina corroída.

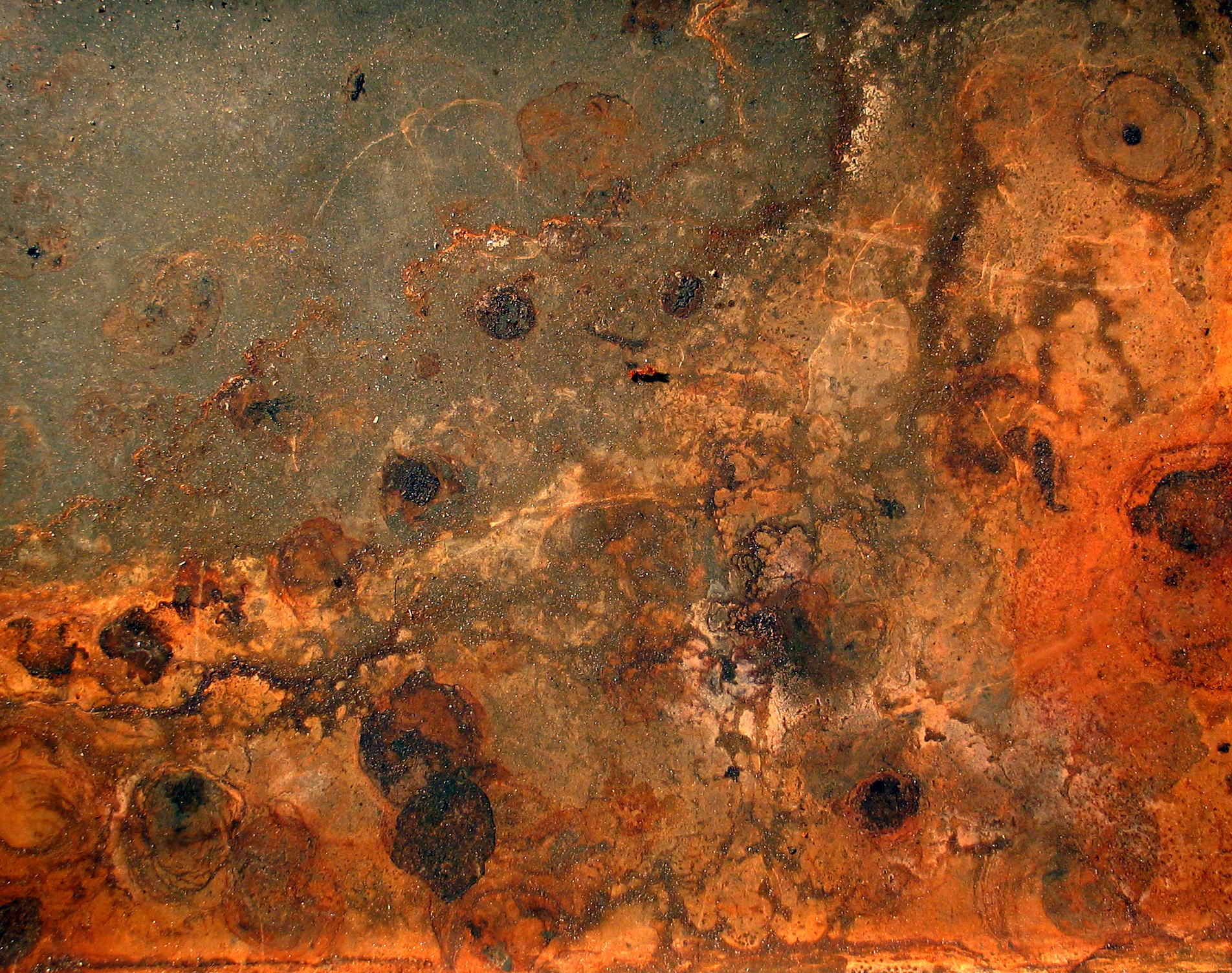
Herrumbre y suciedad sobre metal como resultado de corrosión y contaminación.

Una causa esencial de deterioro es la corrosión de objetos metálicos o el deterioro de objetos por interacción con el medio ambiente. Como factores más influyentes de deterioro de los objetos históricos deben señalarse la humedad relativa y la contaminación del aire, mientras que en los objetos arqueológicos tiene un papel crucial la composición, la profundidad, la humedad y la cantidad de gases en el suelo. En los casos de agua marina o dulce se encuentra que los factores más importantes de alteración son la cantidad y composición de sales solubles, la profundidad del agua, la cantidad de gases disueltos, la dirección de las corrientes de agua y el papel de los organismos vivos microscópicos y macroscópicos.
Deterioro de materiales asociados a metales
Los materiales asociados se deterioran dependiendo de su naturaleza según sean materiales orgánicos o inorgánicos. Los materiales orgánicos generalmente se alteran en un período de tiempo relativamente corto, principalmente debido a la biodegradación. Con los materiales inorgánicos estos procesos son considerablemente más largos y complejos. La cantidad de gases, la humedad, la profundidad y la composición del suelo son muy importantes. En el caso del agua salada y dulce son esenciales la cantidad de gases disueltos en el agua, la profundidad del agua, la dirección de las corrientes y los organismos vivos microscópicos y macroscópicos.

### Agentes de deterioro

#### Fuerza física
La fuerza física es uno de los medios más comunes de daño a los objetos metálicos, que "se consideran fuertes y resistentes, aunque exhiben debilidad y fragilidad bajo ciertas condiciones"  Esto incluye roturas, abolladuras y arañazos que ocurren en accidentes, almacenamiento y montaje inadecuados, mala manipulación y pulido excesivo.

#### Fuego
Las aleaciones de bajo punto de fusión, como el peltre o el plomo-estaño, corren el riesgo de sufrir daños debido al fuego, aunque otros metales no están en riesgo por el fuego en sí, sino por los contaminantes causados por el humo.

#### Agua
El contacto con el agua, o una inmersión completa en agua, conducirá a cierto grado de corrosión. Cuanto más oxigenada esté el agua, o mayor cantidad de sal esté presente en el agua, provocará una corrosión más rápida y agresiva al metal. La exposición a corto plazo al agua "puede resultar en una rápida corrosión de la superficie, como cuando se produce una oxidación repentina en objetos de hierro o acero que incluso se han humedecido momentáneamente." El hierro y el acero son los más afectados por agua. 

#### Contaminantes atmosféricos
Los contaminantes atmosféricos son uno de los agentes de deterioro más comunes para los metales, siendo el estaño y las aleaciones de estaño los más afectados por la corrosión. Los contaminantes más comunes incluyen suciedad, hollín, polvo y productos químicos. Las huellas dactilares, las sales, los ácidos grasos y los residuos de pulido también pueden causar corrosión.

#### Temperatura y Humedad Relativa incorrectas
Temperaturas más altas aumentan la velocidad de las reacciones químicas y la corrosión. La temperatura también afecta a la humedad relativa, por lo que debe ser monitorizada y controlada. Cuanto mayor sea la humedad relativa (65% o más), mayor será el riesgo de corrosión. El plomo es el menos afectado por humedad alta.

## Planificación de la conservación de los metales
Al igual que con los trabajos de conservación y restauración de cualquier otro material, aquí están presentes los principios básicos de la conservación-restauración basados en la calidad de la ejecución y la mejor preservación posible de la identidad e integridad cultural, histórica y tecnológica de los objetos. La intervención mínima, la reversibilidad y la repetibilidad del tratamiento elegido son esenciales, así como la posibilidad de una fácil identificación de las partes restauradas. Recientemente, la naturaleza no tóxica de los materiales y procedimientos utilizados en la conservación también se ha vuelto importante, tanto en relación con los objetos y el conservador-restaurador como también en relación con el medio ambiente.

### Investigación

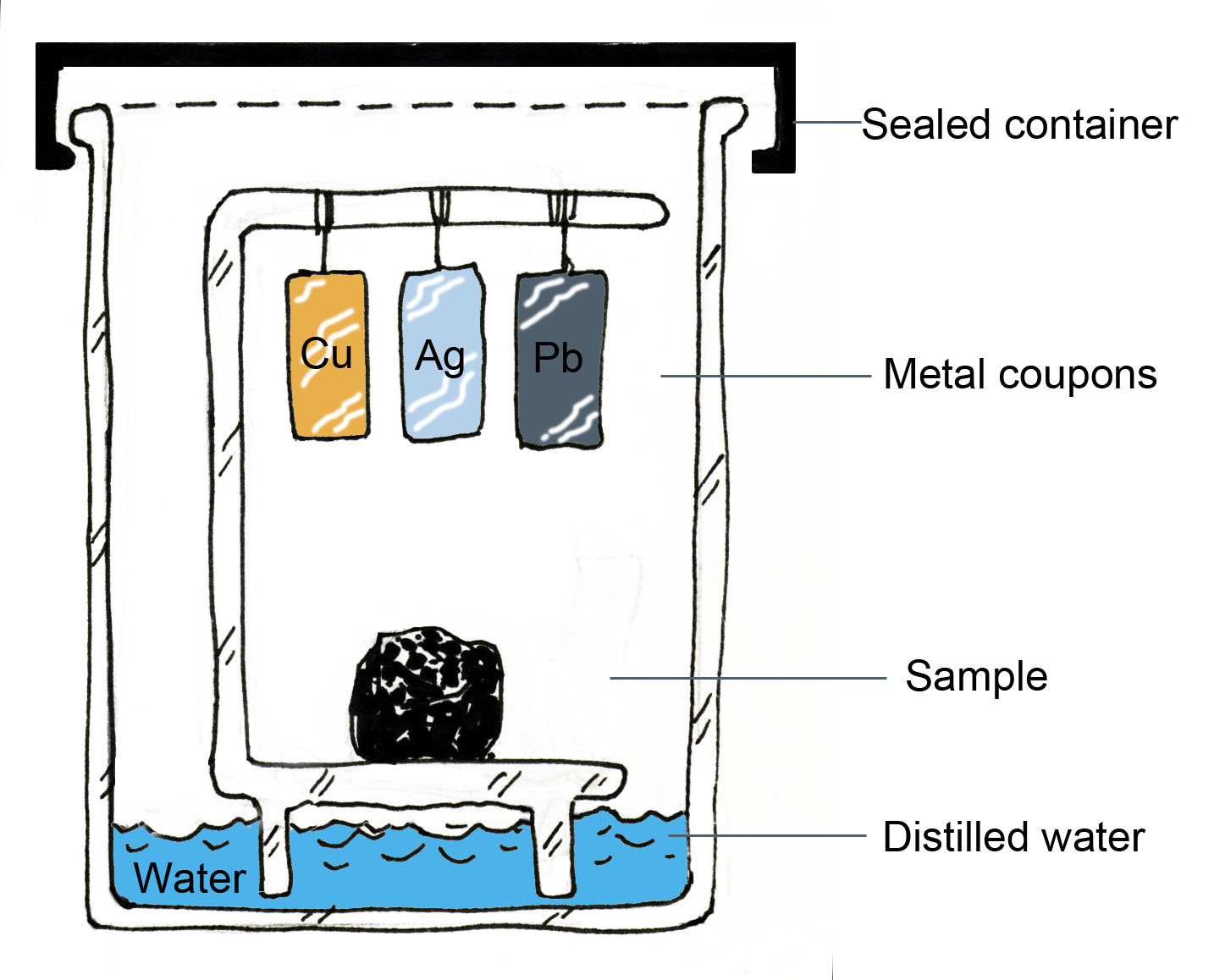
Descripción técnica de un test Oddy, con todos los componentes necesarios incluidos - recipiente hermético, placas de metal, agua, y la muestra.

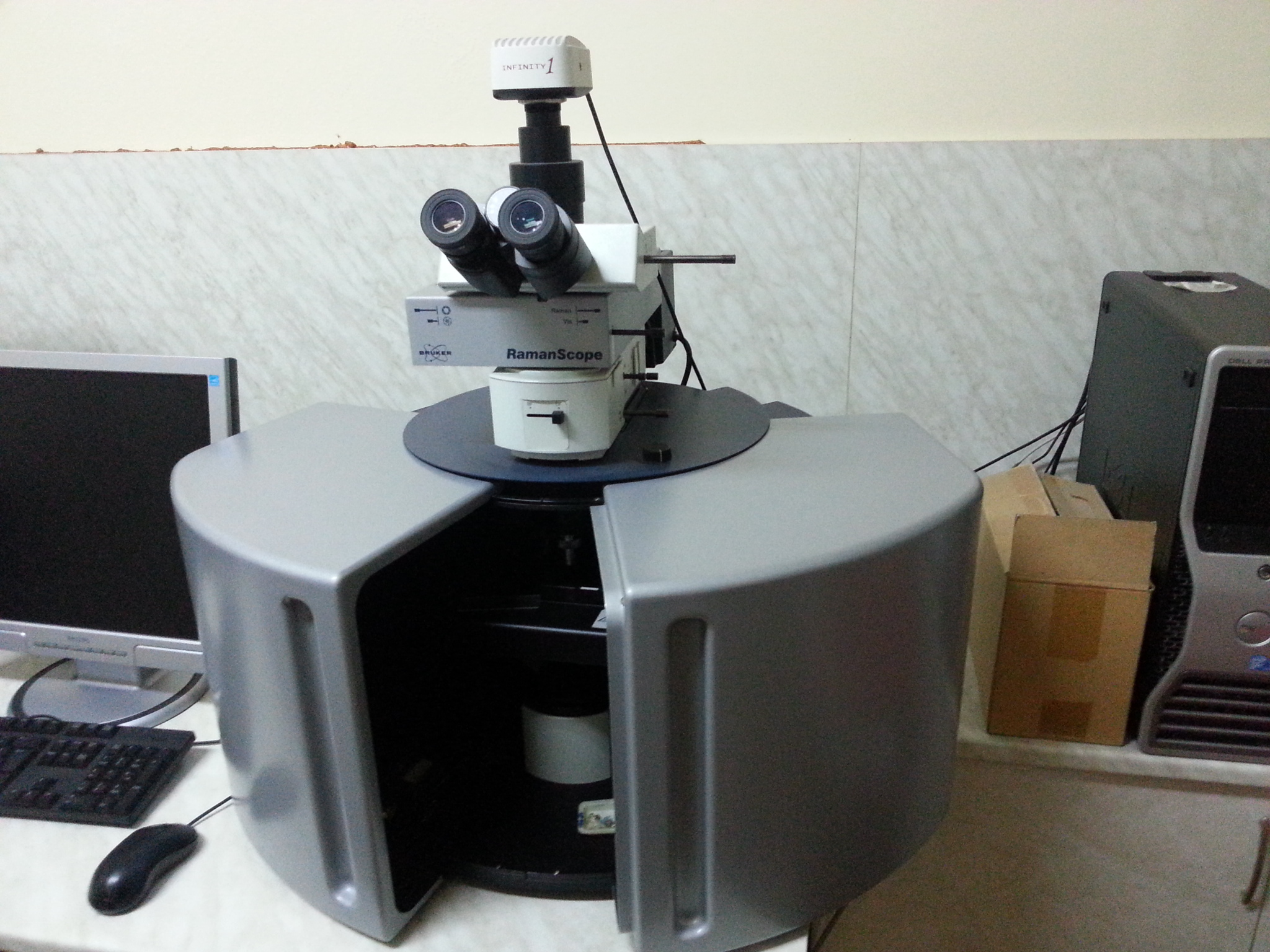
Dispositivo de Espectroscopia Raman

Hoy en día, la investigación científica es una parte integral del tratamiento de conservación de los metales, en la que diferentes métodos y técnicas científicas ayudan a determinar qué se debe hacer en la preservación y cuidado del objeto. Los conservadores investigan los materiales y técnicas utilizados en la elaboración de un objeto para comprender y diagnosticar mejor el estado de un objeto y hacer planes para un tratamiento efectivo.
Identificación de metales y aleaciones
- Métodos simples: examen visual, pruebas puntuales, gravedad específica
- Métodos científicos: fluorescencia de rayos X, difracción de rayos X (XRD), emisión de rayos X inducida por partículas, LIBS, SEM, técnicas electroquímicas, metalografía

Identificación de procesos y productos de corrosión.
- Método simple: examen visual, pruebas puntuales
- Test Oddy : para cobre, plata y plomo
- Métodos científicos: difracción de rayos X, SEM, metalografía

Identificación de materiales asociados a metales
- Métodos simples: examen visual, pruebas puntuales, densidad específica
- Métodos científicos: fluorescencia de rayos X, cromatografía, espectroscopia Raman

Identificación de la tecnología utilizada para elaborar objetos.
- Métodos simples - examen visual
- Métodos científicos: metalografía, radiografía de rayos X, tomografía computarizada de rayos X.

### Toma de decisiones
Al preparar la estrategia de un proyecto de conservación de metales, es esencial un enfoque interdisciplinario. Esto implica la participación y estrecha colaboración entre tantos expertos como sea posible. Como mínimo, el conservador (arqueólogo, historiador o historiador del arte), un científico especializado en la corrosión de objetos metálicos del patrimonio cultural y el conservador-restaurador deben estar involucrados en el proyecto.

### Documentación
La documentación sistemática y bien gestionada es un requisito previo esencial para un tratamiento de conservación y restauración de calidad, ya que "ya no se considera aceptable realizar un tratamiento de conservación sin registrar el objeto y la intervención". La documentación de conservación debe incluir el estado de conservación del objeto antes, durante y después del tratamiento. También se debe documentar cualquier técnica utilizada para evaluar el estado del objeto. Conservación "La documentación también puede verse como un 'sustituto del objeto' y, por lo tanto, puede formar parte de estrategias de conservación preventiva destinadas a mejorar el acceso a la información y reducir la manipulación de objetos". Aunque los requisitos de documentación difieren entre instituciones, la mayoría de los registros siguen el mismo formato general, que incluye:
- Datos de objetos, como ubicación, propiedad y registros de acceso
- Datos del progreso, como la fecha en que se recibió el objeto para su tratamiento y cuándo se completó el tratamiento
- Datos técnicos, como resultados de exámenes y análisis.
- Datos del estado y tratamiento del objeto, incluidos los materiales y equipos utilizados en el tratamiento
- Recomendaciones, como consejos para el almacenamiento y exhibición o revisión y cuidado adicional del objeto
- Referencias, fotografías y diagramas [7]

### Ética y problemas éticos en la conservación de metales
El concepto ético de conservación de los objetos metálicos en principio es el mismo que en otros campos de la conservación-restauración del patrimonio cultural.
Sin embargo, existen varios problemas específicos que solo se pueden encontrar en la conservación de metales: problemas de tratamiento térmico de objetos arqueológicos, y también el problema de la restauración radical de objetos históricos, técnicos y arquitectónicos.
Si bien el problema del primer caso radica principalmente en la destrucción de datos científicos valiosos, los problemas en el caso de los objetos técnicos, arquitectónicos e históricos son que los elementos restaurados radicalmente solo simulan la apariencia original del objeto, por lo que ese objeto puede considerarse más o menos falsos, que solo simulan superficialmente el estado perdido o nunca existente de un objeto. Siempre que sea posible, se prefiere la preservación del material histórico real.
También se pueden incluir los problemas éticos relacionados con la conservación de los objetos sagrados del patrimonio metálico.

## Conservación preventiva

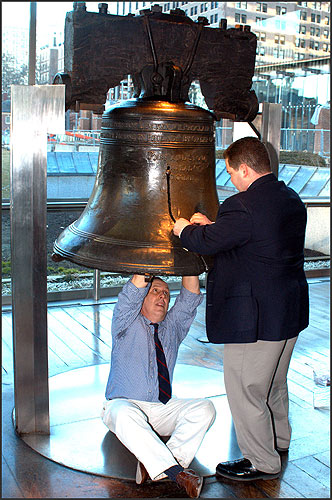
Los ingenieros conectaron sensores inalámbricos para monitorizar los más mínimos cambios en la famosa fisura de la Liberty Bell cuando se trasladó a su nuevo hogar el 9 de octubre de 2003. Andrew Lins (sentado), conservador jefe del Museo de Arte de Filadelfia y asesor de conservación de metales del National Park Service (NPS) sobre la preservación de la Liberty Bell, trabajando con Steven Mundell de MicroStrain para sujetar cuidadosamente los dispositivos sensores al ícono.

La conservación preventiva, también conocida como mantenimiento de colecciones o gestión de riesgos, abarca todas las acciones realizadas para prolongar la vida de un objeto.”  y es un elemento importante de la política de un museo. A los miembros de la profesión museística se les encomienda crear y mantener un entorno protector para las colecciones bajo su cuidado. Un buen programa de conservación preventiva minimiza la necesidad de un tratamiento de conservación bloqueando, evitando o minimizando los agentes de deterioro. La planificación de emergencia, la salvaguarda ambiental y la monitorización son diversas formas de conservación preventiva. La investigación científica continúa descubriendo nuevas formas de salvaguardar las colecciones. Hoy varios dispositivos de monitorización ayudan en la observación de cambios en los agentes de deterioro y otros cambios que pueden ayudar en el diagnóstico de la actividad destructiva antes de que sea un desastre. En la imagen de la derecha, se conecta un dispositivo a la Campana de la Libertad (Liberty Bell) para monitorizar cualquier cambio en la grieta. Los objetos del patrimonio metálico son sensibles a las condiciones ambientales, como la exposición a la luz y luz ultravioleta, la temperatura, la humedad relativa, el agua y la humedad, y varios contaminantes atmosféricos, especialmente las sales de cloruro . Es necesario planificar la protección contra amenazas de desastres naturales como inundaciones o incendios para mantener un entorno que mantenga a todos los agentes de deterioro dentro de límites seguros y controlar su fluctuación ayudará a la preservación de los metales.
Ya sea que estén almacenados, en exhibición o en tránsito, los metales se conservan mejor en un "clima moderado que evite las fluctuaciones extremas de temperatura y HR y que excluya la luz del día y/o filtre la luz ultravioleta y la radiación infrarroja y la contaminación del aire proporcione el entorno adecuado para la conservación de la colección."  Un entorno controlado puede proteger los metales del aire contaminado, el polvo, la  radiación ultravioleta y la humedad relativa excesiva; los valores ideales son una temperatura de 16-20 °C y hasta un 40 % (35-55 % según recomendaciones recientes del Instituto Canadiense de Conservación) de humedad relativa, teniendo en cuenta que si se combina metal con materiales orgánicos, la humedad relativa no debe ser inferior al 45 %. Los objetos arqueológicos se almacenan mejor en habitaciones (o cajas de plástico) con una humedad relativa muy baja, excepto si provienen de un entorno pantanoso o acuoso, en cuyo caso se debe encontrar el equilibrio adecuado con el medio ambiente. Los artículos particularmente valiosos se pueden colocar en contenedores microclimáticos sellados con un gas inerte como nitrógeno o argón . Los metales con corrosión activa están mejor con una humedad relativa más baja: objetos de cobre o aleaciones de cobre con hasta un 35 % de HR y objetos de hierro con un 12-15 % de HR.
Las áreas de almacenamiento limpias y bien organizadas son importantes, pero también se puede considerar los materiales en el medio ambiente. La madera y los productos a base de madera ( tableros de madera contrachapada ) pueden liberar gases y provocar el deterioro de los metales. Los estantes en los almacenes son mejores cuando están hechos de acero inoxidable o plástico libre de cloro y acetato o acero con recubrimiento en polvo. Los metales pueden dañarse por el uso de goma, fieltro, lana o el aceite en nuestra piel, por lo que se recomienda usar guantes de algodón al manipular objetos metálicos. Otros materiales almacenados con o una parte de un objeto de metal pueden impactar o ser impactados por el medio ambiente. Los materiales orgánicos, por ejemplo, pueden retener la humedad o ser más susceptibles al deterioro que los metales. Esto podría afectar la estabilidad de los metales.
Es mejor mantener los niveles de iluminación para la conservación del metal por debajo de los 300 lux (hasta 150 lux en el caso de objetos lacados o pintados, hasta 50 lux en el caso de objetos con materiales sensibles a la luz) Hay muchas opciones de iluminación disponibles, incluidas las luces led y filtros que bloquean los dañinos rayos ultravioleta.
La monitorización del estado del metal ayuda a determinar cuándo y si se necesitarán otras medidas de conservación, incluido el trabajo de conservación de restauración o los servicios de un restaurador calificado. Ya sea escrita, dibujada o fotografiada, la documentación de un objeto de metal registrará los cambios del objeto a lo largo del tiempo. Esto permitirá reconocer y paliar un deterioro lento que pudiese pasar desapercibido.

## Conservación curativa
La conservación curativa o tratamiento con intervención es una intrusión y un intento deliberado de alterar los aspectos físicos o químicos de un objeto en un intento de preservar o restaurar el objeto. "De acuerdo con las políticas de gestión del NPS, los tratamientos de conservación se realizan como último recurso, se reducen al mínimo y deben ser reversibles". Uno de los principales objetivos de la ética de la conservación es no hacer nada. Preservar los materiales originales y minimizar los tratamientos invasivos reduce "las posibilidades de comprometer la integridad estética, arqueológica, cultural, histórica, física, religiosa o científica de los objetos". Los tratamientos con intervención son necesarios cuando un objeto se está desintegrando, o es frágil, y el tratamiento protegerá el objeto o detendrá la alteración. Además, la restauración de un objeto para su exhibición visual y presentación también es una posibilidad que puede necesitar una reflexión previa con discusiones y negociaciones con las partes involucradas. La planificación ayudará a tomar la mejor decisión de un tratamiento de restauración con intervención en el objeto y su ubicación. Al igual que muchas otras estatuas de bronce, la estatua de José de Portugal tuvo un tratamiento de conservación con intervención. La decisión de conservación tomada para eliminar la pátina probablemente se debió a dos razones. En primer lugar, mejorar la impresión visual de la estatua; y en segundo lugar, la pátina es un proceso corrosivo que destruye lentamente el metal.

## Organizaciones importantes de conservadores de metales

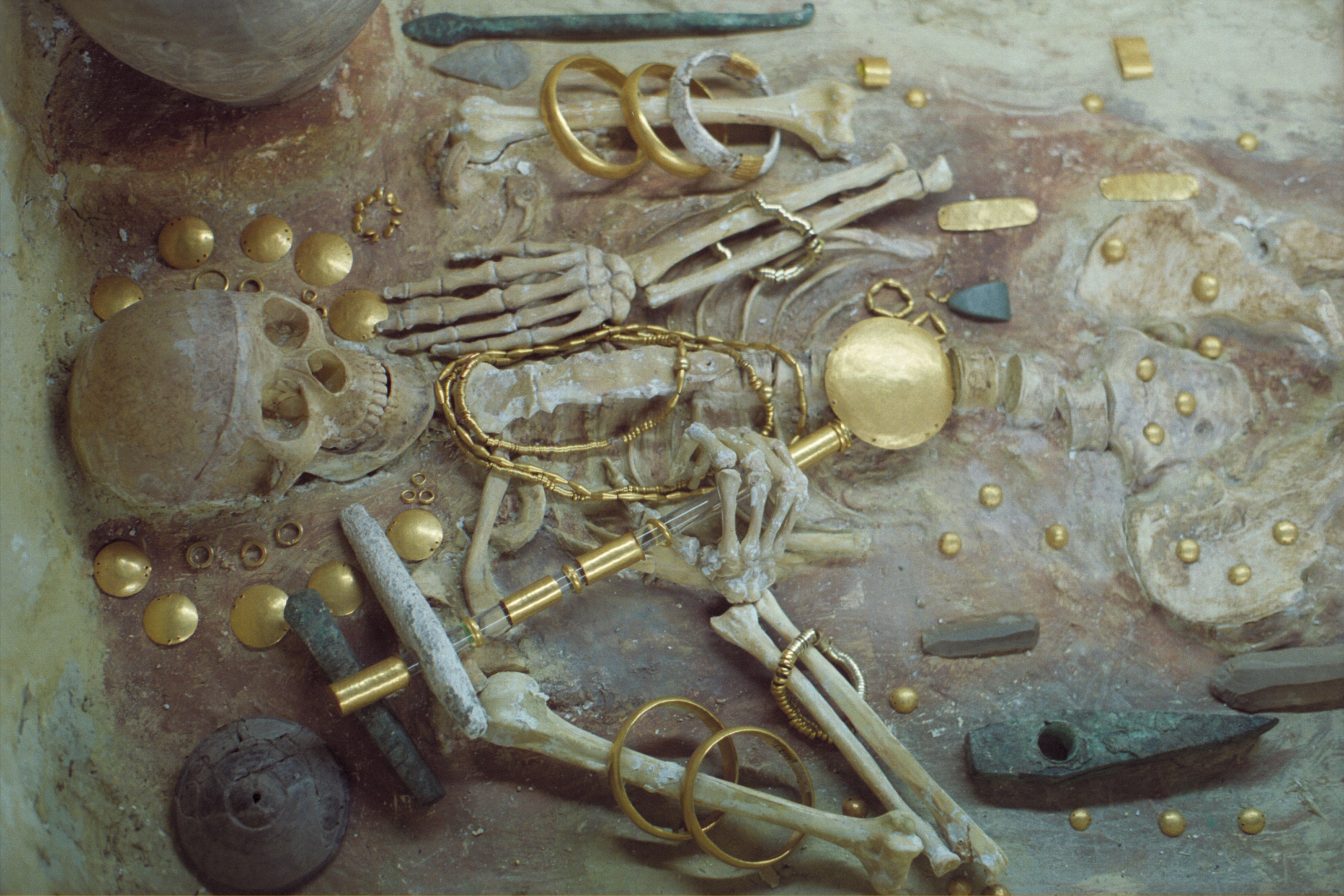
Reconstrucción del entierro de élite en la necrópolis de Varna (detalle)

Hay muchas personas anónimas asociadas con la conservación de metales.

### antes de 1800
Las civilizaciones antiguas usaban siete metales: hierro, estaño, plomo, cobre, mercurio, plata y oro como objetos de adorno, objetos religiosos y armamento. Los metales eran importantes y las medidas protectoras de conservación tomadas como un colgante de cobre del norte de Irak que data del 8700 a. C. y los objetos de oro del 4450 a. C. de la necrópolis de Varna en Bulgaria probablemente fueron pulidos y valorados como metales preciosos.

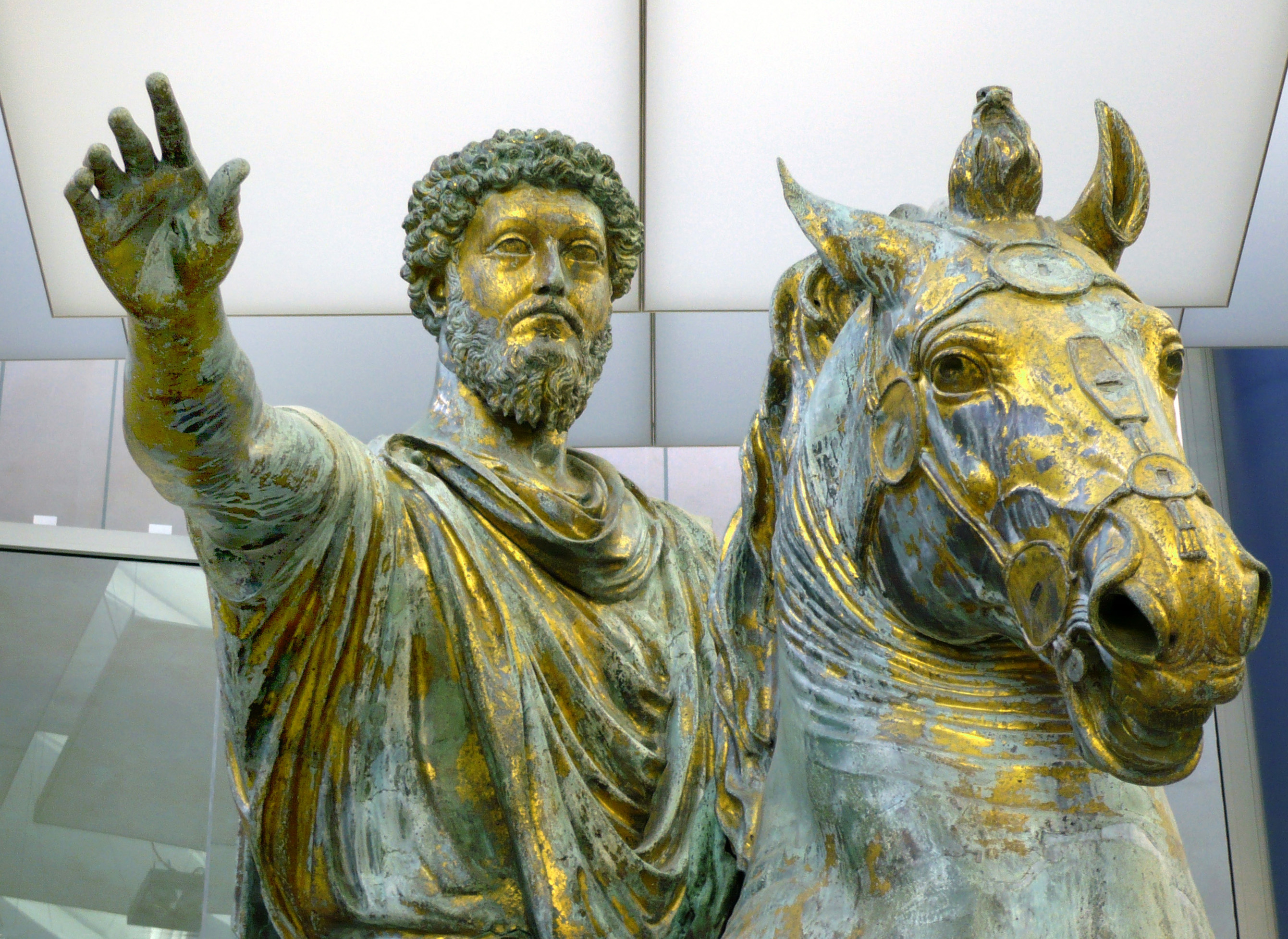
La estatua de Marcus Aurelius (detalle) en Roma.

El monumento de bronce romano de Marco Aurelio tiene varios signos de conservación y restauración que se realizaron desde su construcción aproximadamente en 176 d. C. .

### 1800 y principios de 1900
Antes de finales de 1800, los tratamientos consistían en la reconstrucción y reparación del objeto por parte de artesanos familiarizados con los materiales y se pensaba que la corrosión era un tipo de bacteria. A fines del siglo XIX, los científicos comenzaron a buscar la comprensión de las causas del deterioro y la corrosión. En 1888: Flinders Petrie (1853-1942) publicó un artículo sobre la excavación y conservación de pequeños objetos y el químico alemán Friedrich Rathgen, (1862-1942), se convirtió no sólo en el primer director del Laboratorio Químico de los Museos Reales de Berlín sino que además fue el primer científico empleado en un laboratorio de museo. Rathgen utilizó reducción electrolítica para eliminar la pátina corrosiva de la colección de bronce egipcio en el Royal Museum para eliminar las sales de cloruro. A principios de siglo, el químico francés Marcellin Berthelot (1827-1907) presentó varios documentos ante la Academia de Ciencias de Francia en los que afirmaba que el deterioro de los objetos de bronce y plata se debía a un proceso cíclico de sales de cloruro corrosivas. Rathgen continuó la investigación científica sobre la enfermedad del bronce para comprender la conversión química del metal debido a la presencia de humedad. Rathgen aplicó un método científico a la preservación de objetos de museo y al continuar investigando, desarrollando, aplicando y publicando sus hallazgos sobre sus métodos físicos y químicos y formulando pautas para su aplicación, se convirtió en una pieza principal en la aceptación del estándar. Se le considera el fundador de la ciencia moderna de la conservación química y escribió el primer manual de tratamiento de conservación completo y comprehensivo  que se publicó. Die Konservierung von Altertumsfunden [La conservación de antigüedades] se publicó por primera vez en 1898, se tradujo al inglés en 1905 y aún sigue imprimiéndose.
Durante los bombardeos de la Primera Guerra Mundial (WWI), los museos protegieron sus colecciones trasladándolas a varios lugares. Muchos entraron en los húmedos túneles de Londres. Después de la guerra, el Museo Británico, que tuvo la suerte de no ser bombardeado, volvió a reunir la colección. Después de dos años almacenados en condiciones de alta humedad, los objetos sufrieron graves daños por corrosión del metal, moho y eflorescencias salinas. El Departamento de Investigación Científica e Industrial (Reino Unido) (DSIR) contrató al escocés Alexander Scott (químico) (1853-1947), como director de investigación científica en lo que se convirtió en el Laboratorio de Investigación Británico en 1920. En 1922, el conservador y arqueólogo Harold Plenderleith (1898-1997) se convirtió en el primer químico a tiempo completo perteneciente a un laboratorio de museo. Juntos iniciaron la primera conservación científica en el Reino Unido mientras estudiaban la inestabilidad del rápido deterioro. En 1934, Harold Plenderleith publicó “La Preservación de Antigüedades” que contiene información vital sobre la conservación de los metales y los Agentes de Deterioro que conocemos hoy.
En las décadas de 1930 y 1940, las instituciones de Europa occidental y los Estados Unidos reconocieron la necesidad de prevención de los objetos antes de tratarlos y realizaron extensos estudios. Varios grandes museos estaban agregando laboratorios de investigación a sus instituciones. En 1931, la Oficina Internacional de Museos de la Liga de las Naciones celebró su primera conferencia de conservación sobre aplicaciones de métodos científicos en Roma. Precedente del Consejo Internacional de Museos (ICOM) que en 1946 celebró su primera conferencia general  en París en 1948.
En preparación para la Segunda Guerra Mundial, los museos volvieron a colocar el arte en túneles subterráneos, pero esta vez se apilaron las cajas para permitir la circulación del aire. El Museo Británico encargó un túnel secreto con clima controlado en Aberystwyth para almacenar las obras de arte durante la guerra. Mover y retirar obras de arte y objetos a condiciones ambientales estables y saludables permitió que el deterioro fuera mínimo en comparación con la Primera Guerra Mundial. Plenderleith, que trató los objetos después de la Primera Guerra Mundial, no encontró daños en la colección del Museo Británico cuando regresaron del túnel con entorno controlado.
Los esfuerzos de conservación de los Estados Unidos, después del bombardeo de Pearl Harbor, fueron desorganizados y desordenados. Varios directores de museos creían en la conservación y preservación. George L. Stout, fundador del primer laboratorio de conservación en los Estados Unidos y uno de los Monuments Men de Europa, estaba decidido a crear un estándar de conservación a largo plazo. En 1949, su conferencia para la conferencia de la Asociación Estadounidense de Museos en Chicago, "Conservación a largo plazo", planteó la pregunta "¿Por qué?" en lugar de “¿Qué? conservamos. Esto comenzó la difusión de una conciencia colectiva. Como resultado, en 1950 se formó el Instituto Internacional para la Conservación de Obras Históricas y Artísticas (IIC) y Stout se convirtió en su primer presidente. En 1958, el ICC publicó una edición actualizada de "La conservación de antigüedades y obras de arte" de HJ Plenderleith. Una de las primeras explicaciones sistemáticas de los mecanismos de deterioro incluidos los metales.
En 1951, en la sexta sesión de la conferencia general de la  Organización de las Naciones Unidas para la Educación, la Ciencia y la Cultura (UNESCO), el gobierno suizo propuso el establecimiento de una institución mundial para fomentar la investigación y la concienciación sobre la conservación. En 1959 Plenderleith se convirtió en el primer director del Centro Internacional para el Estudio de la Preservación y Restauración de Bienes Culturales (ICCROM).
La mentalidad colectiva para la conservación y preservación cambió la forma en que los museos y sus directores abordan las colecciones. Otros dos conservadores demetalurgia son:
- Robert M. Organ (1920-2011), científico y conservador especializado en metales en el Museo Británico, cuyo trabajo en el deterioro de metales, especialmente en las áreas de bronce y plata arqueológicos corroídos, es esencial para la profesión de la conservación moderna.[24]
- Otto Nedbal, orfebre y conservador restaurador de metales, enseñó en la Universidad de Viena y fundó la primera clase de restauración de metales y esmaltes en 1964.[25]

Como resultado de la investigación científica en los últimos 100 años, la conservación se ha centrado más en: la preservación de la colección, el control del medio ambiente y los agentes de deterioro. Las conferencias del grupo de trabajo sobre metales del ICOM-CC en 1995, 1998, 2001, 2004, 2007, 2010, 2013, 2016 y 2019 se centraron en la conservación de metales. Estas conferencias han arrojado y seguirán arrojando luz sobre el deterioro de los metales. Proporcionar información sobre las últimas innovaciones en investigación de tratamientos de preservación y conservación de metales y las interacciones con su entorno.
Los últimos treinta años también han enfatizado las medidas de conservación minimalistas, pero estos métodos de tratamiento a menudo pueden entrar en conflicto con el uso de los objetos por parte de los visitantes y, a veces, de los investigadores. El cuidado de una colección es complejo y ahora se necesita un abordaje interdisciplinar de concesiones y compromisos teniendo en cuenta todos los criterios con el aporte de todos.

## Otras lecturas

### Literatura básica
1. Corrosion and metal artifacts : a dialogue between conservators and archaeologists and corrosion scientists, Washington 1977.(online)
2. Conservation & restoration of metals : proceedings of the symposium held in Edinburgh, 30–31 March 1979. Edinburgh 1979.
3. Stambolov, T. The corrosion and conservation of metallic antiquities and works of art - a preliminary survey, Amsterdam 1985.
4. Corrosion inhibitors in conservation: The Proceedings of the conference held by UKIC in association with the Museum of London, London 1985.
5. Pearson, C. Conservation of Marine Archaeological Objects, London 1987.
6. Conservation of metal statuary and architectural decoration in open-air exposure: symposium, Paris, 6. - 8. X. 1986 = Conservation des oeuvres d'art et décorations en métal exposées en plein air, Rome 1987.
7. Townsend, J.H.; Child, R.E. Modern metals in museums, Cardiff 1988.
8. Metals Conservation: 7th International Restorer Seminar, Veszprem, Veszprem 1989.
9. Brown, B. ; Burnett, H. ; Chase, W. T. ; Goodway, M., Corrosion and metal artifacts : A dialogue between conservators and archaeologists and corrosion scientists, Houston  1991
10. METAL 95, Proceedings of International Conference on Metal Conservation, London 1997.
11. METAL 98, Proceedings of International Conference on Metal Conservation, London 1999.
12. METAL 01, Proceedings of International Conference on Metal Conservation, Perth 2002.
13. METAL 04, Proceedings of International Conference on Metal Conservation, Canberra 2005.(online) Archivado el 3 de noviembre de 2012 en Wayback Machine.
14. METAL 07, Proceedings of International Conference on Metal Conservation, Amsterdam 2007.
15. METAL 2010, Proceedings of International Conference on Metal Conservation, Charleston 2011.
16. METAL 2013.Proceedings of Internationsl Conference on Metal Conservation,Edinburgh 2013.
17. METAL 2016.Proceedings of International Conference on Metal Conservation, New Delhi 2017.
18. METAL 2019.Proceedings of International Conference on Metal Conservation, Neuchatel 2019.
19. METAL 2022.Proceedings of International Conference on Metal Conservation, Helsinki 2022.
20. Scott, D.A. Metallography and Microstructure of Ancient and Historic Metals, Santa Monica 1991.(en línea)
21. Scott, D.A. Ancient and Historic Metals-Conservation and Scientific Research, Santa Monica 1994.(en línea)
22. Scott, D.A. Copper and Bronze in Art-Corrosion, Colorants, Conservation, Los Angeles 2002.(online)
23. Scott, D.A. Iron and Steel in Art-Corrosion, Colorants, Conservation, London 2009.
24. Scott, D. A. Ancient Metals: Microstructure and Metallurgy Volume I, Los Angeles 2011.
25. Scott, D. A. Gold and Platinum Metallurgy of Ancient Colombia and Ecuador.: Ancient Metals: Microstructure and Metallurgy Volume II, Los Angeles 2012.
26. Scott, D. A. Ancient Metals: Microstrucutre and Metallurgy Volume III Catalogue of Ancient Colombian Data., Los Angeles 2012.
27. Scott, D. A. Ancient Metals: Microstructure and Metallurgy Vol. IV: Iron and Steel., Los Angeles 2013.
28. Scott ,D.A.,Schwab, R. Metallography in Archaeology and Art, New York 2019.
29. Jain Kamal K., Narain Shyam, Iron artifacts history, metallurgy, corrosion and conservation, Delhi, Agam Kala Prakashan, 2009, XXII-165 p.
30. Selwyn, L. Metals and Corrosion - A Handbook for Conservation Professional, Ottawa 2004.
31. Draymann-Weiser, T. Gilded Metals-History, Technology, Conservation, London 2000.
32. Draymann-Weiser, T. Dialogue/89 - The conservation of bronze sculpture in the outdoor environment : a dialogue among conservators, curators, environmental scientists, and corrosion engineers, Houston 1992.
33. Dillman, P.; Beranger, G.; Piccardo, P.; Matthiesen, H. Corrosion of metallic heritage artefacts-Investigation, Conservation and Prediction of long term behaviour, Cambridge 2007.
34. Cronyn, J.M. The Elements of Archaeological Conservation, London 1990.
35. Turner-Walker,G. A Practical Guide to the Care and Conservation of Metals, Taipei 2008.
36. Rodgers, B. The Archaeologist Manual for Conservation - A Guide to Non-toxic, Minimal Intervention Artifact Stabilization, New York 2004.
37. Stuart, B. Analytical Techniques in Materials Conservation, Chichester 2007.
38. May, E.; Jones, M. Conservation Science - Heritage Materials, Cambridge 2006.
39. Untracht, O. Metal Techniques for Craftsmen, New York 1968.
40. La Niece, S.; Craddock, P. Metal Plating and Patination: Cultural, Technical and Historical Developments, Boston 1993.
41. Anheuser, K.; Werner, C. (Eds.) Medieval Reliquary Shrines and Precious Metalwork / Châsses-reliquaires et Orfèvrerie Médiévales, London 2006.
42. Horie, C.V. Materials for Conservation, Oxford 2010.
43. Smith, R.D. Make all sure : the conservation and restoration of arms and armour, Leeds 2006.
44. Appelbaum, B. Conservation Treatment Methodology, New York 2007.
45. Practical Building Conservation Metals and Glass, Farnham 2012.
46. Dillmann, P., Watkinson, D., Angelini, E., Adriaens, A., (Ed.) Corrosion and conservation of cultural heritage metallic artefacts, Cambridge 2013.
47. Risser,E.; Saunders,D. The  Restoration of Ancient  Bronzes - Naples and Beyond,Los Angeles 2013.(online)
48. Ghoniem,M.A. Corrosion Inhibitors for Archaeological Copper - Conception, Mechanism and Testing, Saarbrucken 2012.
49. Yu.J.;Lee.H.; Go. I. Conservation of metal objects, Daejeon 2012.
50. Mitchell,D.S. Conservation of Architectural Ironwork, London 2016.
51. Costa, V. Modern Metals in Cultural Heritage - Understanding and Characterization, Los Angeles 2019.
52. Aluminum: History, Technology and Conservation,Washington 2019.(online)
53. Branch,L. Bronze Behaving Badly: Principles of Bronze Conservation, London 2020.
54. Williams,A.;Dowen,K.(Eds.) Arms & Armour History, Conservation and Analysis, Essays in Honour of David Edge,London 2021.

### Algunos libros importantes sobre la conservación de metales en otros idiomas además del inglés
1. Berducou, M.C. (Ed) La conservation en archéologie. Masson, Paris, 1990.
2. Mourey, W. La conservation des antiquités métalliques, du chantier de fouilles au musée, Draguignan 1987.
3. Stambolov, T.; Bleck, R.D.; Eichelmann, N. Korrosion und Konservierung von Kunst und Kulturgut aus Metall, Weimar I/1987. (online), II/1988. (online)
4. Шемаханская, М.С. РЕСТАВРАЦИЯ МЕТАЛЛА. Методические рекомендации (1989), Moscow 1989.(online)
5. Никитин, М.К., Мельникова,Е.П. ХИМИЯ В РЕСТАВРАЦИИ. СПРАВОЧНОЕ ПОСОБИЕ.; Leningrad 1990 (chapter on metals conservation) (online) Archivado el 11 de noviembre de 2012 en Wayback Machine.
6. Born, H. Restaurierung Antike Bronzewaffen, Mainz 1993.
7. Heinrich, P. (Hrsg.) Metallrestaurierung, Munich 1994.
8. Catello, C. Argenti antichi : tecnologia restauro conservazione : rifacimenti e falsificazioni, Naples 1994.
9. Marabelli, M. Conservazione e restauro dei metalli d`arte, Rome 1995.
10. Marabelli,M. Conservazione e restauro dei metalli d'arte. Vol. 2,Rome 2007.
11. Krause, J. Sarkofagi cynowe : problematyka technologiczna warsztatowa i konserwatorska, Torun 1995.
12. Dolcini, L. Il restauro delle oreficerie: aggiornamenti, Milan 1996.
13. Mach, M. Metallrestaurierung/Metal Restoration, Munich 1997.(online) Archivado el 24 de marzo de 2016 en Wayback Machine.
14. Fischer, A. Reste von organischen Materialien an Bodenfunden aus Metall – Identifizierung und Erhaltung für die archäologische Forschung, Munich 1997.
15. Minzhulin, O.I. Restavraciya tvoriv z metalu, Kiev 1998.
16. Anheuser, K. Im Feuer Vergoldet, AdR-Schriftenreihe zur Restaurierung und Grabungstechnik, Band 4 / 1998.
17. Mach, M.; Moetnner, P. Zinkguß, die Konservierung von Denkmälern aus Zink, Munich 1999.
18. Barrandon, J.N.; Meyer-Roudet, H. A la recherche du métal perdu : nouvelles technologies dans la restauration des métaux archéologiques, Paris 1999.
19. Meissner, B.; Doktor, A.; Mach, M. Bronze und Galvanoplastik-Geschichte-Materialanalyse-Restaurierung, Dresden 2000. (online)
20. Volfovsky, C.; Philippon, J. La Conservation des metaux, Paris 2001.
21. Brueggerhoff, S.; Koenigfeld, P. Farbige Eisengitter der Barockzeit: Beiträge zu Geschichte und Funktion, Korrosion und Konservierung, Bochum 2002.
22. Melucca Vaccaro, A.; De Palma, G. I Bronzi di Riace : restauro come conoscenza : 1: archeologia, restauro, conservazione/vol.1, Roma 2003.
23. Gaomez Moral, F.  Conservacion De Metales De Interes Cultural, Quito 2004.
24. Letardi, P.; Trentin, I.; Cutugno, G. Monumenti in bronzo all'aperto. Esperienze di conservazione e confronto., Genova 2004.
25. Ronald Gobiet (Ed.), Die Salzburger Mariensäule - Zur Konservierung monumentaler Bleiplastiken / Sulla conservazione dei monumenti in piombo, Salzburg 2006.
26. Salvi, A. Meteo e metalli. Conservazione e restauro delle sculture al aperto. Dal Perseo all arte contemporanea, Florence 2007.
27. Catello, D Il restauro delle opere in argento. Restoration of silver artifacts, Naples 2008.
28. Schlaepfer, B.R. Metais: Restauracao e conservacao, Rio de Janeiro 2009.
29. Barrio, J.; Cano, E. (Editores). Metal España ’08. Congreso de Conservación y Restauración del Patrimonio Metálico. UAM-CSIC, Madrid 2009.
30. Krist, G. Metallrestaurierung-Metallkonservierung: Geschichte, Methode und Praxis, Vienna 2009.
31. Safarzynski, S.; Weker, W.  Wprowadzenie do sztuki konserwacji metalu, Warsaw 2010.
32. Schmidt-Ott, K. Das Plasma in der Metallkonservierung-Moeglichkeiten und Grenzen, Zúrich 2010.(online Archivado el 6 de septiembre de 2015 en Wayback Machine.)
33. Bruecke, D. Die Konservierung pigmentierter Altbeschichtungen auf Stahlbauten, Saarbrücken 2011.
34. Diaz Martinez, S.; Garcia Alonso, E. Tecnicas metodologicas applicadas a la conservacion-restauracion del patrimonio metalico, Madrid 2011. (online)
35. Barrio Martin, J.; Chamon Fernandez, J. Proyecto Dorados: tecnología, conservación y restauración de los metales dorados medievales, Madrid 2011.
36. La técnica radiográfica en los metales históricos (English translation included), Madrid 2011. (online)
37. Konzervování a restaurování kovů. Ochrana předmětů kulturního dědictví z kovů a jejich slitin, Brno 2011.
38. Knaut, M.; Jeberien, A. (Hrsg.): Adel verpflichtet - Forschungen und Ergebnisse zur Konservierung und Restaurierung der barockzeitlichen Särge vom Schlossplatz Berlin-Mitte, Berlin 2012.
39. Conservation of Metal Objects, National Research Institute of Cultural Heritage, Daejeon (S.Korea) 2012.
40. Schmutzler, B. Rettung vor dem Rost, Rahden 2012.
41. Landesamt f. Denkmalpfl. u. Archäologie Sachsen-Anhalt (Hrsg.):Die Merseburger Fürstengruft Geschichte, Zeremoniell, Restaurierung, Halle 2013.
42. Kuhn, H.; Emerling, E. Werke aus Kupfer, Bronze und Messing, Muenchen 2014.
43. Projecto Coremans :Criterios de intervención en materiales metálicos / Intervention criteria for melallic materials, Madrid 2015 (online) (online)
44. Actas del II Congreso de Conservación y Restauración del Patrimonio Metálico. Metal España 2015 (online) Archivado el 15 de septiembre de 2016 en Wayback Machine.
45. Krack,E. Konservierungswissenschaft schreibt Geschichte Objektrestaurierung an der Angewandten – Ein Beitrag zur Entwicklungsgeschichte der Konservierungs - wissenschaft und Restaurierung,Wien 2012.
46. Berger,D. Bronzezeitliche Färbetechniken an Metallobjekten nördlich der Alpen,Halle 2012.(online)
47. Horev,V. Antikvarnoe oružie,ekspertiza i restavracija,Rostov on Don 2011.
48. Аверин, А. В. «Реставрация древних металлических изделий», Moscow 2011.
49. Цыбульская О.Н., Буравлёв И.Ю., Юдаков А.А., Никитин Ю.Г. Сохранение археологического металла. Владивоcток 2012.
50. Jaschke,M.,Stähle,R.:Kostbare Einbandbeschläge an armenischen Handschriften,Wiesbaden 2015.
51. Vančevska,D., Bozaroska Pavlovska,B. Konzervacija na metalni archeološki predmeti, Skopje 2013.
52. Clerbois,S.  La conservation-restauration  des métaux archéologiques :des premiers soins à la conservation durable , Liege 2015.
53. Шемаханская,М.С. Металлы и вещи.История. Свойства. Разрушение. Реставрация. Moscow 2015.
54. И.Ю. Буравлев, О.Н. Цыбульская,А.А Юдаков, Ю.Г. Никитин, А.Ю. Чириков, Е.И. Гельман, С.Б. Ярусова.Консервация железных археологических предметов , Москва 2018.
55. Буршнева С.Г.  Реставрация археологических и этнографических предметов из железа,Kazan 2019.(online)
56. Rossi,S. Il restauro delle oreficerie, Florence 2020.
57. Barrio Martín,J. (Ed.) Conservación y restauración de materiales metálicos,Madrid 2021.

### Libros y artículos antiguos importantes
1. Voss, A. Merkbuch, Altertümer auszugraben und auszibewahren. Eine Anleitung für das Verfahren bei Ausgrabungen, sowie zum Konserviren vor- und frühgeschicht Alterthümer. Greg. auf Veranlassung des Hrn. Ministers der geistl., Unterrichts- und Medizinal Angelegenbeiten. Berlin: Mittler und Sohn, 1888.
2. Rathgen, F. “Über eine neue Anwendung des elektrischen Stromes zur Konservierung antiker Bronzen.” Prometheus1 (1889): pp. 196–198.
3. Rathgen, F. “Über Konservierung antiker Bronzen.” Dingler's Polytechnisches Journal7 (1896): pp. 44–45.
4. Rathgen, F. “Über Reinigung oxydirter antiker Kupfermünzen.” Dingler's Polytechnisches Journal7 (1896): pp. 45–46.
5. Rathgen, F. “Zapon und seine Verwendung zur Konservierung von Sammlungsgegenständen (Hanschriften, Wachssiegel, Gipsabgüsse, Stein und Ton, Glas, Metall).” Prometheus15 (1903/1904): pp. 485–487, 499–502.
6. Rathgen, F.“Über die Erhalting von Altertumsfunden aus Metall.” P, Mainz, 1904.
7. Rhousopoloulos, O.A. “Über die Reinigung und Konservierung der Antiquitäten.” Chemische Zeitschrift2 (1903): pp. 202–204.
8. Berthelot, M. “Sur l'altération lente des objets de cuivre, au sein de la terre et dans les musées.” Comptes Rendus Hebdomadaires des Scéances de l'Académie des Sciences118 (Paris, 1894): pp. 768–770.
9. Berthelot, M. “Étude sur les métaux qui composent les objets de cuivre de bronze, d'étain, d'or et d'argent, découverts par M. DeMorgan, dans les fouilles de Dahchour, or provenant du Musée de Gizeh.” Annales de Chimie et de Physique, series 7, 4 (1895): pp. 546–574.
10. Berthelot, M. “Réaction des chlorures alcalins sur l'argent.” Annales de Chimie et de Physique, series 7, 14 (1898): pp. 205–206.
11. Berthelot, M. “Sur l'altération lente des alliages métalliques contenant du cuivre, au contact simultané de l'air et des chlorures alcalins.” Annales de Chimie et de Physique, series 7, 22 (1901): p. 457–460.
12. Applegren, H. “Krefting's Methode für Reinigung und Konservierung von Metalgegenständen.” Finska förnminnesföreningens Tidskrift17 (1897): pp. 333–347.
13. Frazer, W. “Ulcerative Disease of Bronze, or 'Bronze Cancroid.'.” Journal of the Royal Society of Antiquaries of Ireland8 (1898): pp. 61–62.
14. Setlick, B. “Über natürliche und künstlicheunstliche Patina, sowie Reinigung und Konservierung von Altertümern.” Chemiker-Zeitung 27 (1903): pp. 454–455.
15. Flinders Petrie, W. M.“The Treatment of Small Antiquities.” Archaeological Journal 65 (1888): pp. 85–89.
16. Rathgen, F. Die Konservierung von Altertumsfunden, Berlin 1898 (chapter on metals conservation). (English edition online)
17. Flinders Petrie, W.M. The Method and Aims in Archaeology, London 1904 (chapter on conservation) (online)
18. Rosenberg, G. Antiquités en fer et en bronze : leur transformation dans la terre contenant de l'acide carbonique et des chlorures et leur conservation, Copenhagen 1917.
19. Scott, A. The cleaning and restoration of museum exhibits (report upon investigation conducted at the British Museum, Department of Scientific and Industrial Research). London 1921.
20. Scott, A. The cleaning and restoration of museum exhibits, 2d report. British Museum, Department of Scientific and Industrial Research. London 1923.
21. Fink, C.G.; Eldridge, C.H. The restoration of ancient bronzes and other alloys, New York 1925.(online)
22. Galnbek, I.A. Ochistka i sokhranenie metallicheskikh predmetov drevnosti, Leningrad 1925 (first book dedicated to metals conservation/not only bronze and iron)
23. Scott, A. The cleaning and restoration of museum exhibits, 3d report. British Museum, Department of Scientific and Industrial Research. London 1926.(Russian edition online Archivado el 3 de diciembre de 2013 en Wayback Machine.)
24. Nichols, H. W. Restoration of ancient bronzes and cure of malignant patina. Chicago 1930. (online)
25. Lucas, A. Antiques: Their restoration and preservation. London 1932. (online)
26. Plenderleith, H.J. The preservation of Antiquities, London 1934 (Chapter on metals conservation)
27. Ocherki po metodike tehnologicheskog issledovaniya restavracii i konservacii drevnih metalicheskih izdeliy, Moscow 1935. (online Archivado el 22 de mayo de 2012 en Wayback Machine.)
28. Farmakovskiy, M.V. Konservaciya i restavraciya muzeinih kollekciy, Moscow 1946 (chapter on metals conservation) (online Archivado el 14 de julio de 2014 en Wayback Machine.)
29. Plenderleith, H.J. The Conservation of Antiquities and Works of Art, London 1956 (chapter on metals conservation)
30. France-Lanord, A.  La conservation des antiquites metalliques, Paris 1962.

## Revistas en línea
- Boletín BROMEC de Investigación en Conservación de Metales

## Blogs de conservación de metales
1. Armas protohistóricas con magnetita, de Jesús Alonso López
2. Conservación de metales - por Catia Viegas-Wesolowska
3. Blog del tesoro de Staffordshire Archivado el 3 de febrero de 2015 en Wayback Machine.
4. Blog del tesoro de Cheapside

## Software libre que se puede utilizar para la conservación de metales
1. The Use of Expert Systems in Conservation
2. The Modular Cleaning Program
3. Download free conservators documentation software
4. Freecorp-simple corrosion prediction software Archivado el 25 de septiembre de 2017 en Wayback Machine.
5. Online Cellular Automata-based corrosion simulation Archivado el 31 de mayo de 2009 en Wayback Machine.